# Distretto di Chipurana
Il distretto di Chipurana è uno dei quattordici distretti  della provincia di San Martín, in Perù. Si trova nella regione di San Martín e si estende su una superficie di 500,44 chilometri quadrati.

Istituito il 31 gennaio 1944, ha per capitale la città di Navarro; al censimento 2005 contava 1.879 abitanti.